# الجبابرة (السهول)
الجبابرة هي إحدى مشيخات المملكة المغربية، تتبع جغرافيا لعمالة سلا وإداريًا لالسهول. يقدر عدد سكانها بـ 1215 نسمة حسب الإحصاء الرسمي للسكان والسكنى لسنة 2004.